# NGC 1509
NGC 1509 في الفهرس العام الجديد، هي مجرة، تقع في كوكبة النهر. اكتشفت في 22 أكتوبر 1886 بواسطة لويس سويفت.

## روابط خارجية
- NGC 1509 على موقع ويكي سكاي: DSS2, SDSS, GALEX, IRAS, Hydrogen α, X-Ray, Astrophoto, Sky Map, Articles and images